# Абдулла Насруллахи
Абдулла Насруллахи (чагат. عبد الله نصر اللهی‎; XVI век) — староузбекский историк государства Шейбанидов.

## Деятельность
Полное имя Абдаллах ибн Мухаммад Али Насраллахи по «Бахр ал-асрар» — Маулана Абдаллах бен Али, или Абдаллах Балхи, так как был родом из Балха.
Он писал на староузбекском языке.
Служил при дворе потомка Мирзо Улугбека узбекского правителя Кельди Мухаммада по поручению которого он написал своё произведение.
Основное сочинение — «Сливки летописей» (Зубдат ал-асар). Первым это сочинение изучал В.В. Бартольд. В 1902 г., В. Бартольд ознакомился со списком «Зубдат ал-асар», хранившимся в собрании рукописей В.Л. Вяткина. «Зубдат ал-асар» — сочинение типа всемирных историй, в которых материал излагается по главам, а главы выделяются по мусульманским правившим династиям. Изложение событий доводится до 1525 г., то есть до года смерти Суюнчходжа-хана.
Источниками для написания «Зубдат ал-асар» послужили «Зафар-наме» Шараф ад-Дина Али Йазди, «Раузат ас-сафа» Мирхонда, «Хуласат ал-ахбар» Хондемира, «Джуш-у Хуруш» Шайх Махмуд Занги-йи Аджам, «Киран-и са’дайн». В числе источников называется ещё «Та’рих-и хани», «хроника, составленная уйгурскими бахшиями по-уйгурски и уйгурским письмом…».